# Микропровод (завод)
Микропровод — предприятие в городе Подольске,  специализирующееся на производстве кабельно-проводниковой продукции. Полное наименование — Общество с ограниченной ответственностью «Микропровод».

## История
В 1956 году Министерство  электротехнической промышленности СССР выделило из завода «Подольсккабель» производство тонких и тончайших эмальпроводов в самостоятельный завод. Новому предприятию были переданы два производственных корпуса, подстанция и водопроводные сети. Директором был назначен Александр Сергеевич Быков, заводу был присвоена первая авиационная категория.
В том же году начался выпуск первой продукции — ей стали эмалированные провода на масляных эмальлаках. В 60-е годы осваивалось производство эмальпроводов на синтетических поливинилацеталевых лаках, которые отличались большей механической и электрической прочностью при меньшей толщине эмалевой изоляции.
В 90-е годы предприятие было приватизировано и преобразовано в акционерное общество. Из-за сокращения рынков сбыта уменьшился объем производства продукции на предприятии, завод оказался в тяжелой финансовой ситуации. К 2000 году ситуация на предприятии улучшилась, была проведена программа по восстановлению завода и его техническому перевооружению.
29 декабря 2006 года предприятие «Микропровод» было выкуплено акционерным обществом «Севкабель-Холдинг». В 2010 году предприятие было признано лучшим в структуре всего холдинга. В марте 2013 года производственные мощности предприятия были выкуплены новосозданным акционерным обществом «Завод „Микропровод“».
В 2020 году предприятие вошло в состав производственного дивизиона промышленно-металлургической ГК «Акрон Холдинг».